# Miguel Luis Amunátegui

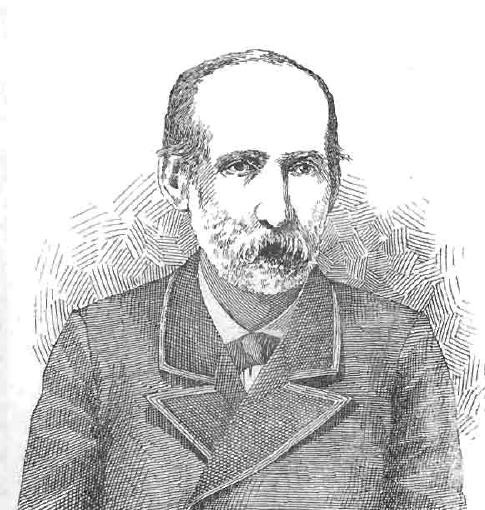
Miguel Luis Amunátegui

Miguel Luis Amunátegui Aldunate (Santiago, 11 de Janeiro de 1828 — Santiago  22 de Janeiro de 1888) foi um historiador e político chileno do século XIX.
Foi ministro dos Negócios Estrangeiros e do Interior, presidente da Câmara dos Deputados, e membro correspondente da Real Academia Espanhola no Chile.

## Obras do autor
- Biografía del jeneral Borgoño (1848)
- La reconquista española: apuntes para la historia de Chile : 1814-1817 (junto com seu irmão Gregorio Victor Amunátegui) (1851)
- Títulos de la República de Chile a la soberanía i dominio de la estremidad austral del continente americano (1853)
- Una conspiración en 1780 (junto com seu irmão) (1853)
- La dictadura de O'Higgins (1853)
- Biografías de americanos (1854)
- De la instrucción primaria en Chile: lo que es, lo que debería ser (1856)
- Compendio de la historia política y eclesiástica de Chile (1856)
- Jeografia de la juventud de Sud-América : redactada según los mejores tratados modernos y mui esmerada en la parte relativa a las repúblicas hispano-americanos, principalmente la parte de Chile (1856)
- Juicio crítico de algunos poetas hispano-americanos (1861)
- Descubrimiento i conquista de Chile (1862)
- La cuestión de límites entre Chile i Bolivia (1863)
- Los precursores de la independencia de Chile (1870)
- La Encíclica del Papa venedicto XVI contra la independencia de la América española (1874)
- La crónica de 1810 (1876)
- El terremoto del 13 de mayo de 1647 (1882)
- Vida de don Andrés Bello (1882)
- Vida del jeneral don Bernardo O'Higgins: su dictadura, su ostracismo (1882)
- Corona fúnebre a la memoria del señor Benjamín Vicuña Mackenna (1886)
- Acentuaciones viciosas (1887)
- Memorias científicas y literarias : lengua castellana : acentuaciones viciosas (1887)